# Gerardo Matos Rodríguez
Gerardo Matos Rodríguez (Montevidéu, 18 de março de 1897 – Montevidéu, 25 de abril de 1948) foi um compositor uruguaio.

## Biografia
Matos Rodríguez é o compositor do tango mais conhecido e difundido do mundo: La cumparsita. Filho de Emilio Matos, dono do cabaré "Moulin Rouge", que funcionava na rua Andes de Montevidéu.
No ano 1916 ele compôs uma  música de tango para um grupo da  Federação de Estudantes do Uruguay, que  desfilaria no carnaval de 1917. A partitura foi  levada  até o notável pianista argentino Roberto Firpo, que estava se apresentando no "Cafe La Giralda" da "Plaza Independencia" de Montevidéu. Ele fez um arranjo e naquela noite  tocou  "La Cumparsita"  repetindo-a três vezes, dado seu êxito, e levando logo ao disco no qual obteve um êxito inaudito.

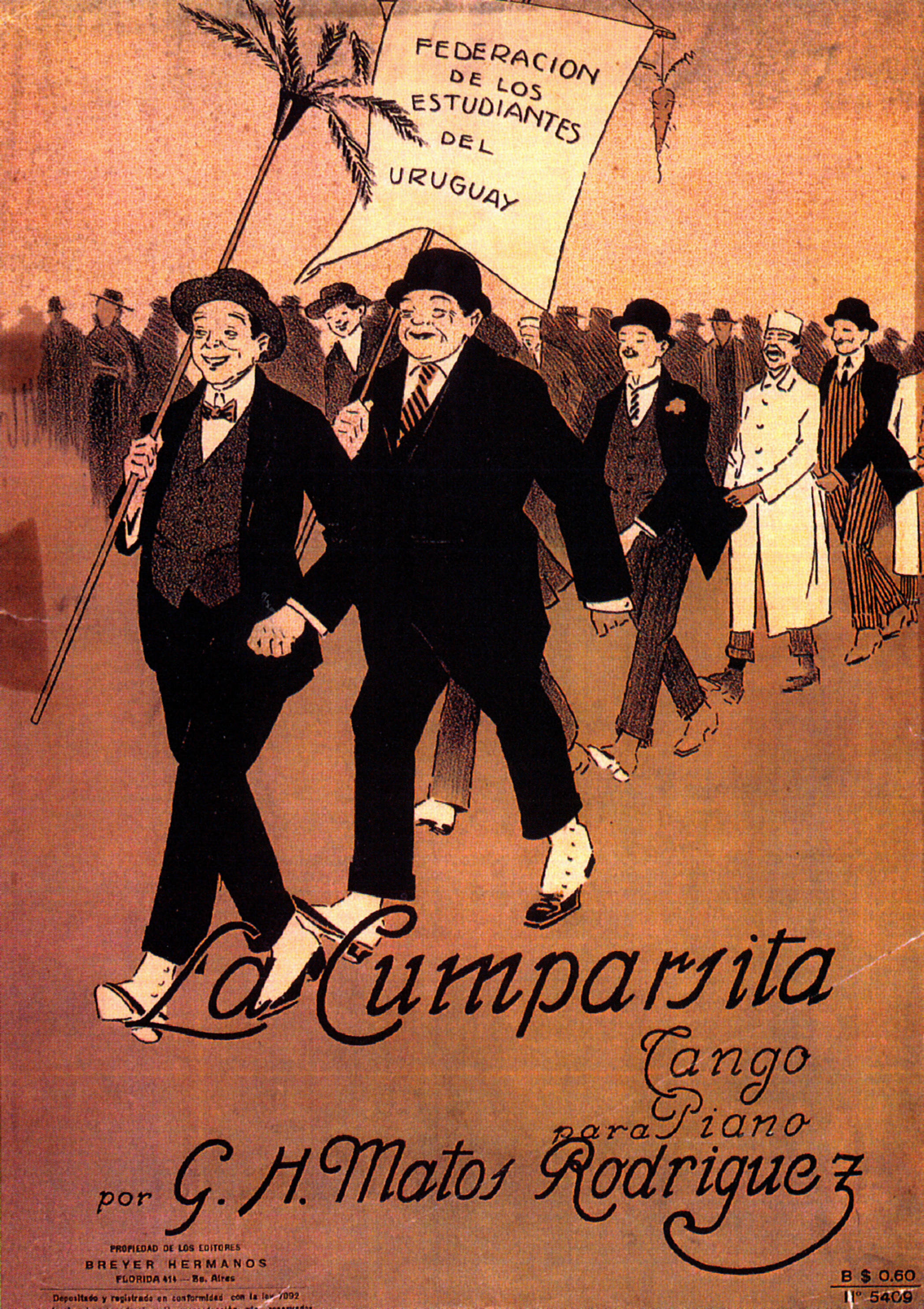
Partitura de La Cumparsita, 1917

Muitos consideram esse o primeiro tango pela influência que exerceria nas futuras composições de um gênero que ainda buscava afirmação. La cumparsita (a foliã que participa de uma comparsa) atravessou todas  as fronteiras e se tornou um dos hinos do tango. La cumparsita ganhou uma letra composta por Pascual Contursi e Enrique Maroni, em 1924, e gravada logo por Carlos Gardel (que começava a obter uma grande popularidade), essa letra que recebeu o título de Si supieras, gerou uma controvérsia com Matos Rodríguez, que não tinha autorizado a inserção de uma letra em seu tango.
Gardel regravaria esse tango em 1927 e Tito Schipa fez uma gravação em meados dos anos 1930. Matos Rodríguez ainda foi o compositor de outros tangos como Che papusa oí, Mocosita, Te fuiste ja ja, La muchacha del circo e El rosal, todas gravadas por Carlos Gardel.